# Donatus Magnus

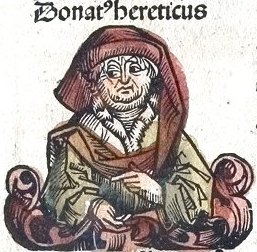
Donatus (hereticus) uit de Kroniek van Neurenberg

Donatus Magnus (? - 355?), ook bekend als Donatus van Casae Nigra, was een Romeinse tegenbisschop van Carthago en werd, tijdens de regering van Constantijn de Grote, leider van een schismatische christelijke sekte in Africa, het donatisme. Er wordt aangenomen dat hij verbannen werd en rond 355 stierf. 

## Levensloop

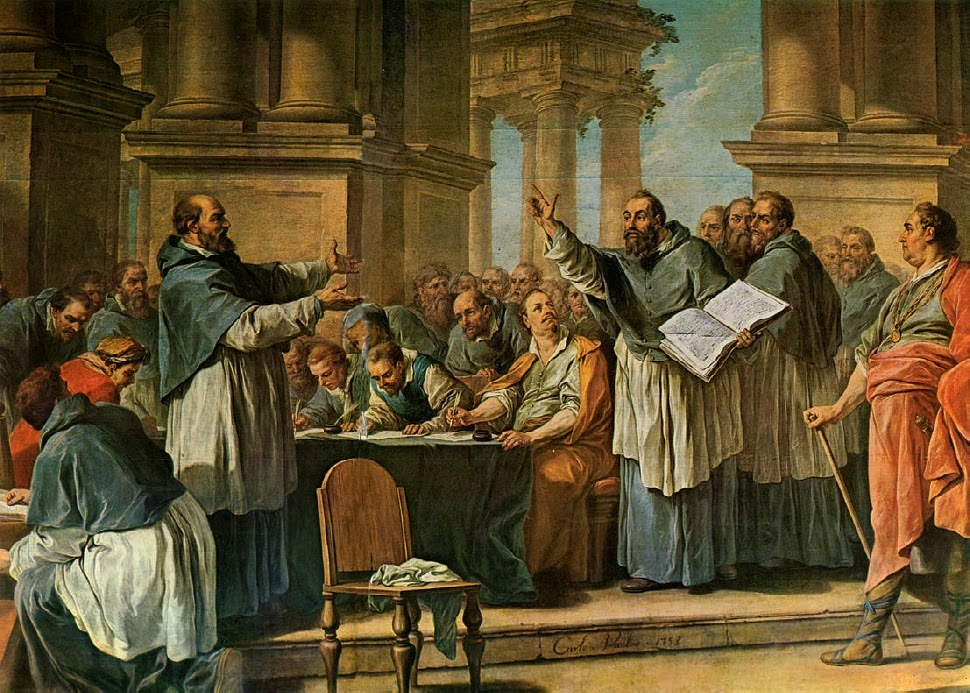
Augustinus en de donatisten

Er is niet veel bekend over zijn vroege leven, omdat zijn correspondentie en geschriften volledig verloren zijn gegaan. Hij verschijnt in oktober 313 voor het eerst in kerkverslagen als "Donatus van Casae Nigra" toen paus Miltiades hem schuldig bevond aan herdopen van geestelijken die waren overgelopen en het veroorzaken van een schisma binnen de Kerk. Casae was een nederzetting aan de zuidelijke grens van de vlakte van Numidië, ten zuiden van Tébessa, een gebied waar voornamelijk Berber woonden. Deze gebeurtenissen kunnen hebben plaatsgevonden voordat hij arriveerde in Carthago, waarschijnlijk voor 311.
In 313 werd Donatus geïnstalleerd als bisschop van Carthago en primaat van Africa, de leider van de christelijke sekte die uiteindelijk als donatisten bekend kwam te staan, hoewel Donatus niet de stichter was, maar de stichter Majorinus volgde.
De zaak van Donatus was een belangrijk onderwerp van de eerste synode van Arles (314). Zijn beroep werd verworpen en hij werd in 347 verbannen naar Gallië, waar hij tot zijn dood in 355 bleef. Tegen het einde van Donatus' ambtstijd was de Donatistische Kerk de dominante christelijke kerk in Africa, maar ging gebukt onder interne verdeeldheid en had te maken met pogingen van de Katholieke Kerk om de sekte weer op te nemen en zo het Africaanse christendom weer te verenigen. 